# Сюзі Маккі Чарнас
Сюзі Маккі Чарнас (англ. Suzy McKee Charnas; 22 жовтня 1939, Нью-Йорк, США — 2 січня 2023) — американська письменниця у жанрі феміністичної наукової фантастики та фентезі. Лауреатка премій «Неб'юла» (1981), «Г'юго» (1990), Міфопоетичну премію (1994), Меморіальну премію Джеймса Тіптрі-молодшого (1995, 1990).

## Життєпис
Сюзі Маккі Чарнас народилася 22 жовтня 1939 року на Мангеттені у Нью-Йорку, штат Нью-Йорк, США, у сім'ї професійних художників. Батько був ілюстратором у «Wonder Books» — компанії, яка випускала книжки-картинки для дітей, а мати була дизайнеркою текстилю. Батьки розлучилися у її дитинстві. Чарнас допомагала матері ростити свою молодшу на 6 років сестру.
Не зважаючи на низький рівень доходу сім'ї, Чарнас змогла отримати престижну освіту. Вона відвідувала старшу школу мистецтв у Нью-Йорку під впливом своїх батьків і навіть обмірковувала можливість продовження кар'єри у сфері візуальних мистецтв. Бакалаврський ступінь здобула у Барнард-коледжі, де спеціалізувалася в економіці та історії. Продовжила навчання у Нью-Йоркському університеті, де отримала ступінь магістра.
Чарнас викладала у Нігерії, беручи участь у Корпусі миру.
Сюзі Чарнас проживала у штаті Нью-Мексико, США.
Померла 2 січня 2023 року у 83-річному віці.

## Літературна діяльність
У своїх творах Сюзі Чарнас зосереджує увагу на соціологічних та антропологічних аспектах наукової фантастики, замість технічних. Її освіта у економічній та історичній сфері та досвід роботи у Нігерії дуже вплинули на її творчість.
Чарнас захоплювалася такими жанрами як вестерн, пригодницька література та наукова фантастика, але розуміла, що цим книжкам бракує сильних жіночих персонажок. Вона вважає, що роман Урсули Ле Гуїн «Ліва рука темряви» підштовхнув її до початку письменницької кар'єри і що це був один з найперших феміністських романів, які вона прочитала. Попри це, Чарнас не мала наміру писати феміністську літературу. Її твори не мали феміністських контекстів аж до роману «Прогулянка на край світу» (англ. Walk to the End of the World), який вона спочатку планувала політичною сатирою.
Коли Чарнас намагалась опублікувати другий роман серії «Голдфастські хроніки» (англ. The Holdfast Chronicles), який називається «Материнські лінії» (англ. Motherlines), вона зіткнулася з супротивом з боку видавців. Компанія, яка опублікувала перший роман серії «Прогулянка на край світу» (англ. Walk to the End of the World), відхилила «Материнські лінії», вважаючи, що він недоречний до цільової аудиторії наукової фантастики — молодих хлопців. Ця думка виникла, бо роман не містить жодного чоловічого персонажа, і в ньому описуються деякі суперечливі сексуальні відносини[які?]. Чарнас кілька разів намагалася видати роман, але завжди отримувала відмову не через якість твору, а через суперечливі та навіть радикальні теми, які в ньому підіймаються. Один редактор навіть сказав, що може прийняти роман і що він буде дуже успішним, але якщо Чарнас замінить усіх жіночих персонажок чоловічими. Письменниця відхилила цю пропозицію. Через рік (що вважалося дуже довгим часом у науковій фантастиці тієї ери) книгу нарешті погодився опублікувати редактор Девід Хартвелл, який згодом опублікував деякі інші твори Чарнас.

## Твори

### Голдфастські хроніки
- 1974 — «Прогулянка на край світу» (англ. Walk to the End of the World)
- 1978 — «Материнські лінії» (англ. Motherlines)
- 1994 — «Фурії» (англ. The Furies)
- 1999 — «Дитина завойовника» (англ. The Conqueror's Child)

### Чарівний зал
- 1985 — «Бронзовий король» (англ. The Bronze King)
- 1988 — «Срібна рукавичка» (англ. The Silver Glove)
- 1989 — «Золота нитка» (англ. The Golden Thread)

### Романи поза серіями
- 1980 — «Вампірський гобелен[en]» (англ. The Vampire Tapestry)
- 1986 — «Сни Дороті[en]» (англ. Dorothea Dreams)
- 1993 — «Королівство Кевіна Малоуна[en]» (англ. The Kingdom of Kevin Malone)
- 1997 — «Рубінова сльоза[en]» (англ. The Ruby Tear)

### Збірки
- 1992 — «Місячний камінь та тигрове око» (англ. Moonstone and Tiger-Eye)
- 2001 — «Музика ночі» (англ. Music of the Night)
- 2004 — «Одержимі вампіри та інші фантоми» (англ. Stagestruck Vampires and Other Phantasms)

### Обрана коротка проза
- 1979 — «Стародавній розум за роботою» (англ. The Ancient Mind at Work)
- 1980 — «Килим з єдинорогом» (англ. Unicorn Tapestry)
- 1980 — «Випалена вечеря на Новому Нігері» (англ. Scorched Supper on New Niger)
- 1988 — «Слухаючи Брамса» (англ. Listening to Brahms)
- 1989 — «Цицьки» (англ. Boobs)
- 1991 — «Адвокати» (англ. Advocates)
- 1996 — «Красуня та опера, або Чудовисько-привид» (англ. Beauty and the Opéra or The Phanton Beast)
- 2004 — «Сапсани» (англ. Peregrines)
- 2009 — «Низьке море» (англ. Lowland Sea)
- 2011 — «Пізнє цвітіння» (англ. Late Bloomer)

### Нехудожня література
- 2001 — «Дивні моря» (англ. Strange Seas)
- 2002 — «Привид мого батька» (англ. My Father's Ghost)

### П'єси
- 2001 — «Вампірські мрії» (англ. Vampire Dreams)

## Нагороди та номінації

### Нагороди
- 1981 — Премія «Неб'юла» за найкращу повість за повість «Килим з єдинорогом»[19]
- 1990 — Премія «Г'юго» за найкраще оповідання за оповідання «Цицьки»[20]
- 1994 — Міфопоетична премія за дитячу фентезі за роман «Королівство Кевіна Малоуна[en]»
- 1995 — Ретроспективна премія Джеймса Тіптрі-молодшого за романи «Материнські лінії» та «Прогулянка на край світу»
- 1999 — Меморіальна премія Джеймса Тіптрі-молодшого за роман «Дитина завойовника»[21]

### Номінації
- 1975 — Фіналістка премії Джона В. Кемпбелла найкращому новому письменнику-фантасту за роман «Прогулянка на край світу»
- 1975 — Номінація на премію «Локус» за найкращий фантастичний роман за роман «Прогулянка на край світу»
- 1980 — Номінація на премію «Локус» за найкращу коротку повість за повість «Стародавній розум за роботою»
- 1981 — Номінація на премію «Локус» за найкращий фентезійний роман за роман «Вампірський гобелен[en]»
- 1981 — Номінація на премію «Локус» за найкращу повість за повість «Килим з єдинорогом»
- 1981 — Номінація на премію «Локус» за найкращу коротку повість за повість «Випалена вечеря на Новому Нігері»
- 1981 — Номінація на Всесвітню премію фентезі за найкращий твір короткої форми за повість «Килим з єдинорогом»
- 1982 — Номінація на премію «Неб'юла» за найкращий роман за роман «Вампірський гобелен»
- 1986 — Номінація на премію «Локус» за найкращий фентезійний роман за роман «Бронзовий король»
- 1987 — Номінація на премію «Неб'юла» за найкращу повість за повість «Слухаючи Брамса»
- 1990 — Номінація на премію «Локус» за найкраще оповідання за оповідання «Цицьки»
- 1990 — Номінація на премію «Неб'юла» за найкраще оповідання за оповідання «Цицьки»
- 1991 — Номінація на премію Брема Стокера за повість «Адвокати»
- 1994 — Номінація на премію «Лямбда» за роман «Фурії»
- 1994 — Номінація на Меморіальну премію Джеймса Тіптрі-молодшого за роман «Фурії»
- 1996 — Номінація на Меморіальну премію Джеймса Тіптрі-молодшого за повість «Красуня та опера, або Чудовисько-привид»
- 1997 — Номінація на премію «Г'юго» за найкращу коротку повість за повість «Красуня та опера, або Чудовисько-привид»
- 1997 — Номінація на премію «Локус» за найкращу коротку повість за повість «Красуня та опера, або Чудовисько-привид»
- 1997 — Номінація на Меморіальну премію імені Теодора Стерджона за повість «Красуня та опера, або Чудовисько-привид»
- 1997 — Номінація на Всесвітню премію фентезі за найкращу повість за повість «Красуня та опера, або Чудовисько-привид»
- 2000 — Номінація на премію «Локус» за найкращий науково-фантастичний роман за роман «Дитина завойовника»
- 2010 — Номінація на премію «Локус» за найкращу коротку повість за повість «Низьке море»
- 2012 — Номінація на премію «Локус» за найкращу коротку повість за повість «Пізнє цвітіння»